# Jeffrey Yohalem
Jeffrey Yohalem es un director americano y escritor de videojuegos. Después de graduarse en cum laude de Yale Universidad con un grado en literatura inglesa,  el ingreso a  Ubisoft Montreal studio, trabajando en los juegos Tom Clancy's Rainbow Six Vegas 2 y Assassin's Creed II , antes de escribirAssassin's Creed: Brotherhood, Far Cry 3, Child of Light, y Assassin's Creed: Syndicate. Su proyecto más reciente es sobre el juego Immortals Fenyx Rising, publicandolo en diciembre de 2020.
En el pasado , el filmó y dirigió el documental Human Eaters, y era un interno en The Daily Show with Jon Stewart.
Jeffrey ha ganado un Writers Guild of America Award por su trabajo como escritor en jefe de Assassin's Creed: Brotherhood. También fue  nominado a Writers Guild of America Award y un BAFTA Games Award por su trabajo en Assassin's Creed II.. el fue nominado para el premio de Writer’s Guild Award for Assassin’s Creed III, Revelations, Unity and Syndicate, haciéndole el escritor más nominado en la historia de la categoría.
Jeffrey es abiertamente gay, y él declaró que " yo crecí jugando videojuegos como una escapatoria a los compañeros que me hacían bullying en la escuela", esto me ayudo bastante a liderar mi camino actual en mi carrera.

## Escribiendo créditos
| Año  | Título                            | Notas                                    |
| ---- | --------------------------------- | ---------------------------------------- |
| 2008 | Tom Clancy's Rainbow Six: Vegas 2 | Diseñador de historia                    |
| 2009 | Assassin's Creed II               | Escritor y Diseñador                     |
| 2010 | Assassin's Creed: Brotherhood     | Historia por y escritor en cabeza        |
| 2010 | Assassin's Creed: Ascendance      | Corto                                    |
| 2011 | Assassin's Creed: Revelations     | Escritor                                 |
| 2012 | Assassin's Creed III              | historia multijugador                    |
| 2012 | Far Cry 3                         | escritor líder                           |
| 2014 | Child of Light                    | Cocreador y Escritor Único               |
| 2014 | Assassin's Creed Unity            | Diálogo adicional y los King Muertos DLC |
| 2015 | Assassin's Creed Syndicate        | escritor líder                           |
| 2018 | Nefertari: Journey to Eternity    | Corto                                    |
| 2020 | Immortals Fenyx Rising            | director narrativo y escritor en jefe    |